# Frans Goldhagen

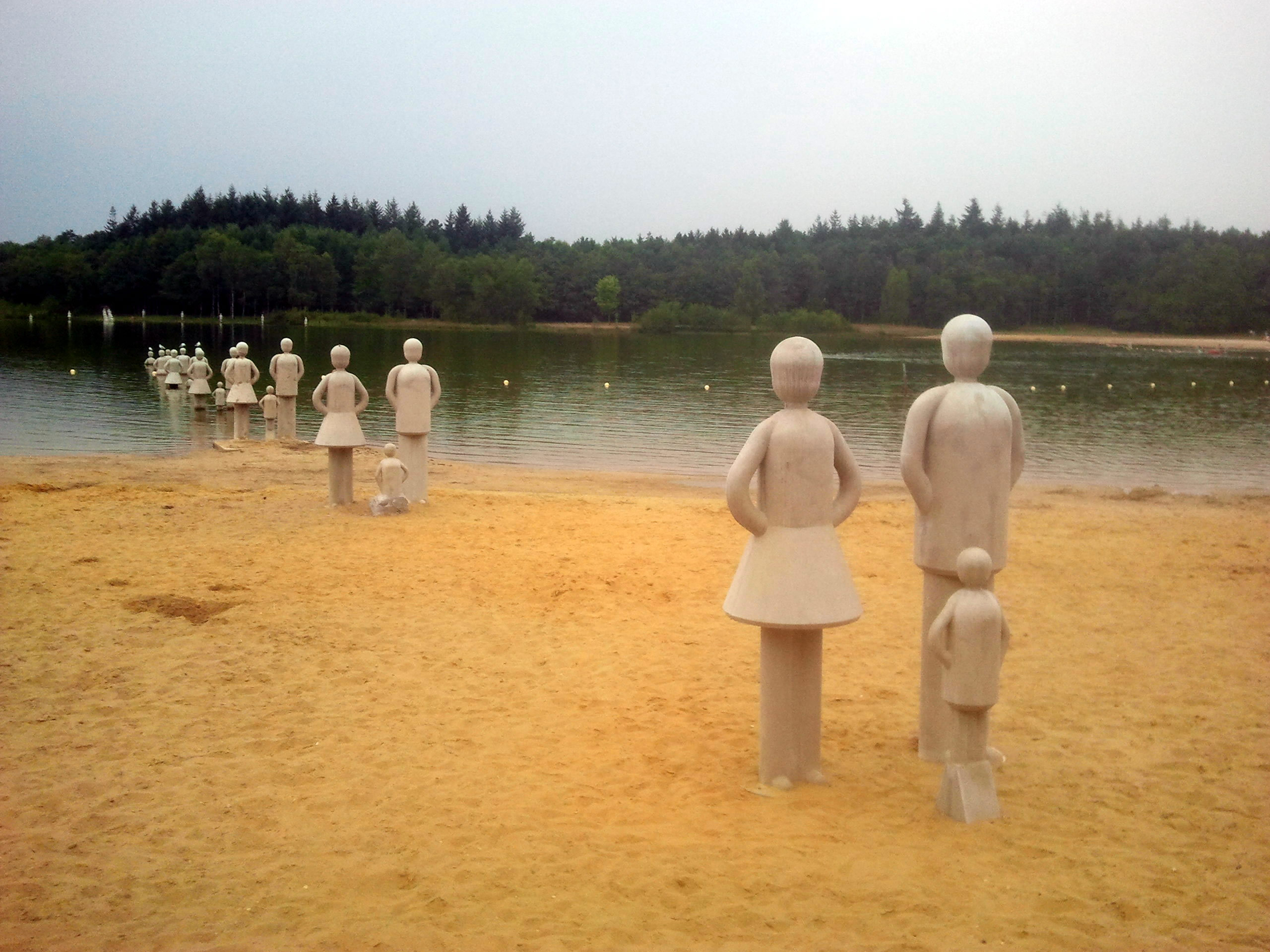
Beeldengroep De ontmoeting bij het Heerderstrand, gemaakt door Frans Goldhagen

Frans Goldhagen (Tiel, 7 juli 1955) is een Nederlands beeldend kunstenaar.

## Levensloop
Na zijn middelbare school studeerde hij aan de kunstacademie in Parijs. Hij ontwierp onder andere voor recreatiegebieden van RGV diverse landschappelijke blikvangers op de Veluwe en in het Rijk van Nijmegen, langs rijks- en provinciale wegen. Bekende sculpturen zijn bijvoorbeeld de grote witte stalen gestileerde sportsculpturen langs de A28 tussen Harderwijk en Amersfoort bij Strand Nulde en Strand Horst, en langs de A50 tussen Zwolle en Arnhem.

## Replica
In Westerbork werd ter ere van de Drentse Fiets 4daagse editie 2012 een replica gemaakt van 'De herenfiets' bij Strand Nulde. Daartoe is deze originele fietssculptuur 'gestolen' van de locatie (ludieke actie), en later teruggezet. Wel heeft de replica iets andere kenmerken: men wilde voorkomen dat Goldhagen er problemen mee zou hebben. De Drentse replicafiets is uiteindelijk gekleurd (in de oranje en blauwe kleuren van de fiets 4daagse) in plaats van wit, en staat langs de N381 bij Westerbork.

## Afbeeldingen

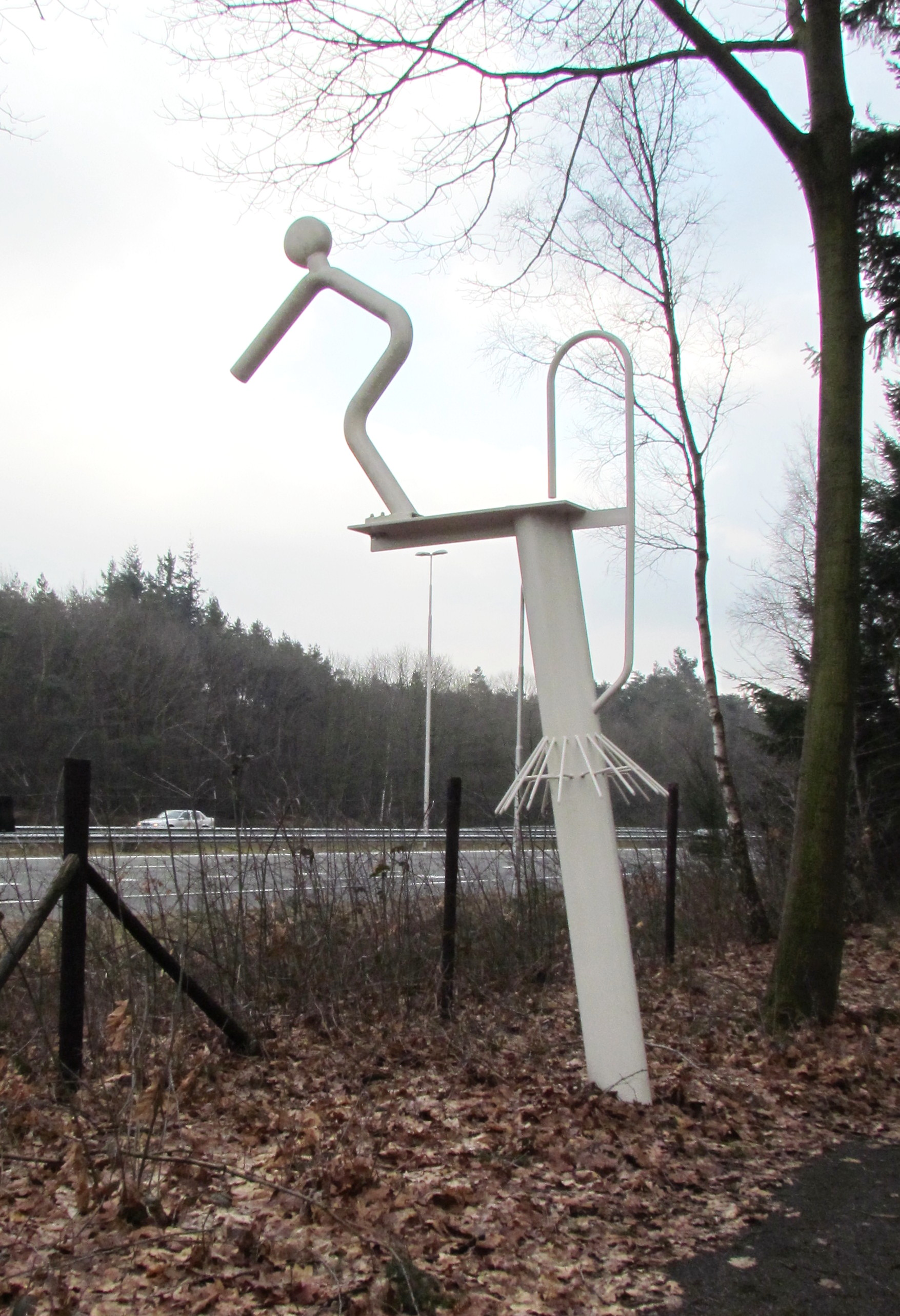
De duikplank, beeld langs de A50 bij het Heerderstrand nabij Heerde
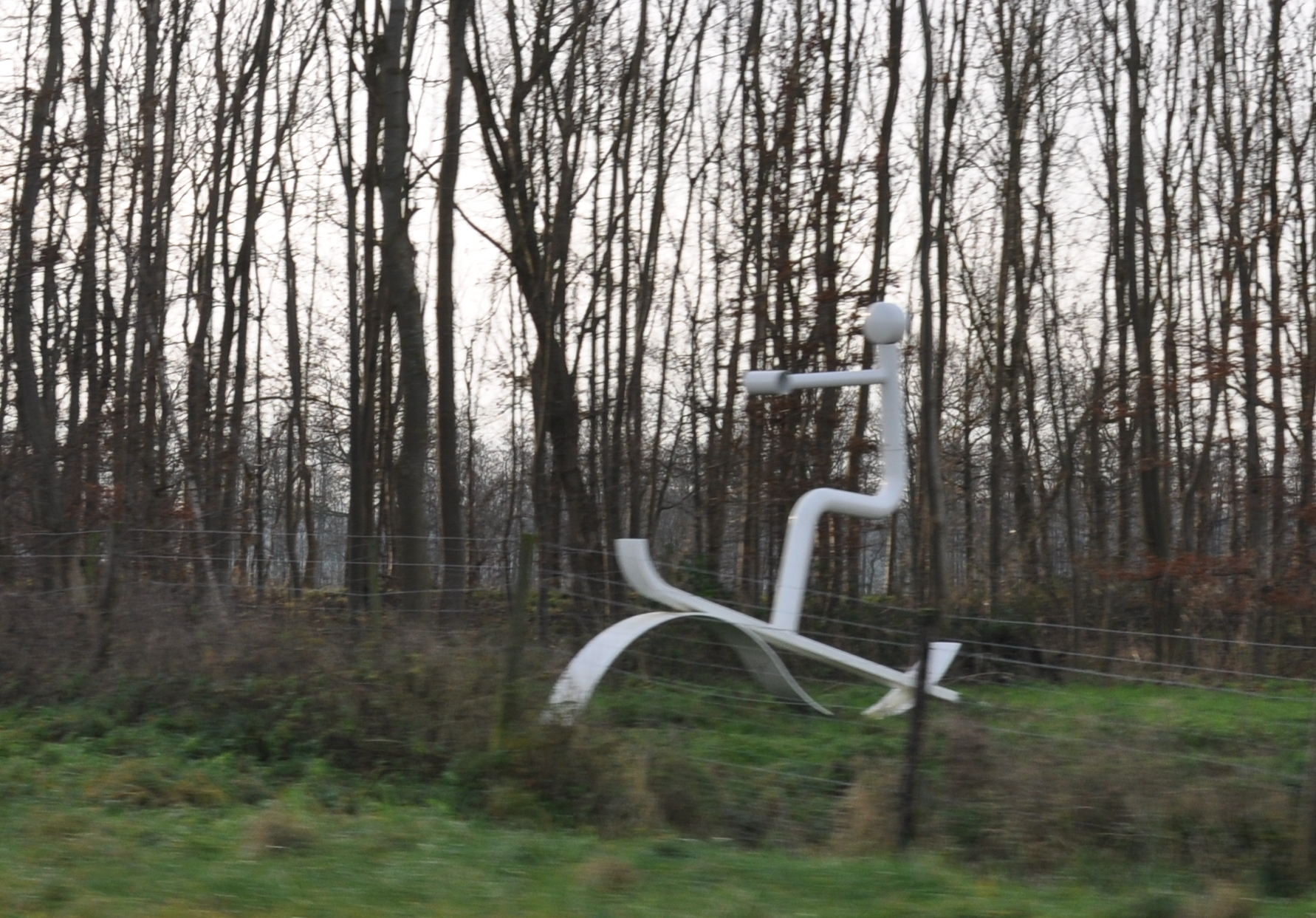
De waterskiër, langs de A50 nabij Epe
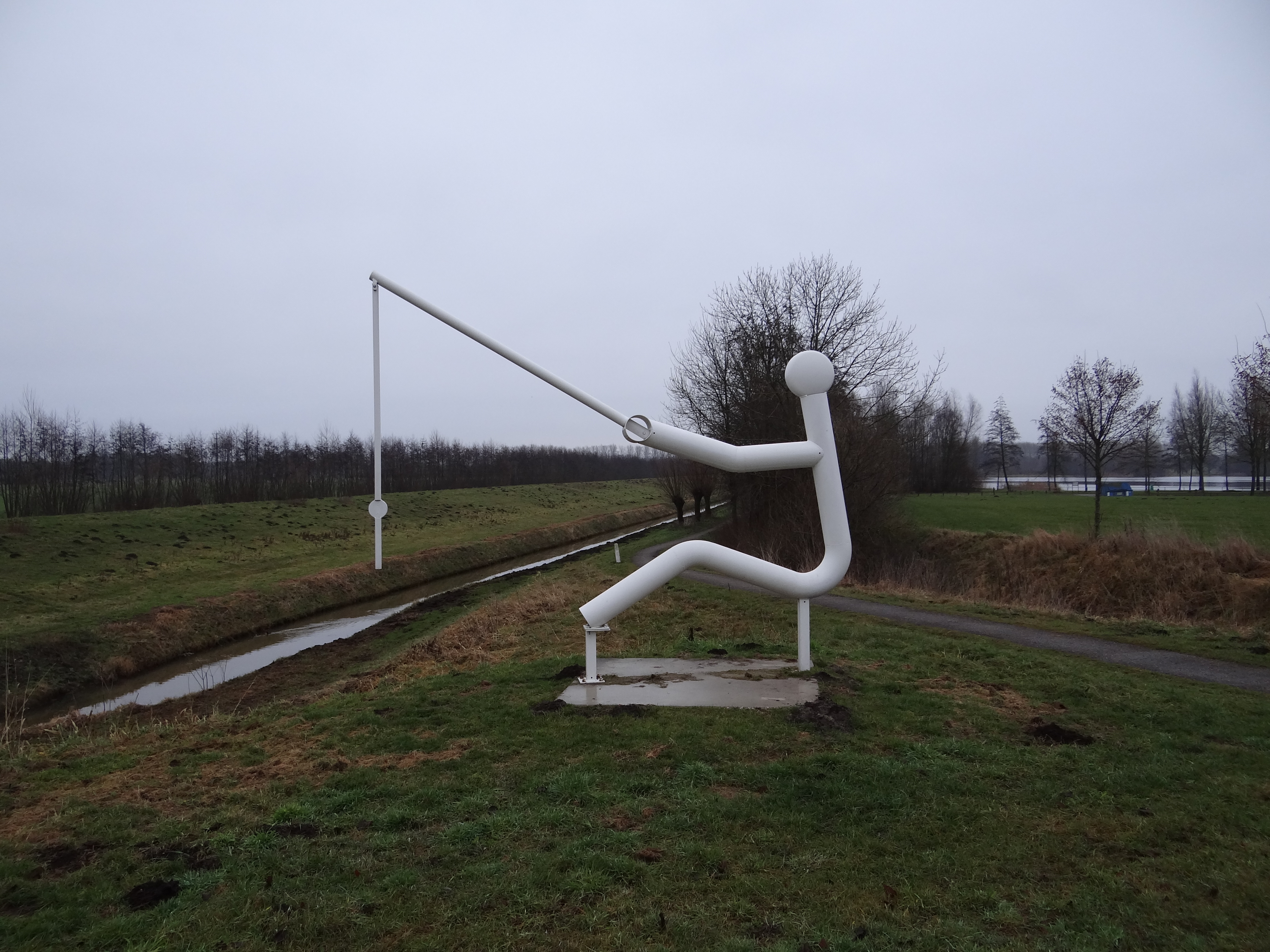
De visser, nabij de Slingeplas te Bredevoort